# Juan Ramón Curbelo
Juan Ramón Curbelo Garis (* 2. Mai 1979 in Montevideo, Uruguay) ist ein uruguayischer Fußballspieler. Er spielt im Mittelfeld hauptsächlich als defensiver Mittelfeldspieler, kann aber auch als linker Außenmittelfeldspieler fungieren.

## Karriere

### Verein
Juan Ramón Curbelo begann seine Karriere in der Jugend des uruguayischen Vereins Centro Atlético Fénix. Nach sehr guten Leistungen in der Jugendmannschaft schaffte er Anfang 2001 den Sprung in den Profikader und etablierte sich sofort nach einigen Spielen in der Mannschaft. Dort gewann er mit der Mannschaft 2003 die Liguilla Pre-Libertadores. Damit qualifizierte sich sein Verein für die Copa Libertadores. Im Januar 2004 wurde er dann von Standard Lüttich zunächst für sechs Monate auf Leihbasis verpflichtet und traf dort auf seine Landsleute Fabián Carini und Gonzalo Sorondo. Er debütierte bei den Belgiern am 31. Januar 2004 beim 1:1-Unentschieden gegen Mons Bergen. Anfang September 2004 unterschrieb er einen Einjahresvertrag mit Option auf ein weiteres Jahr. Sodann wechselte Curbelo zurück nach Uruguay. Er entschied sich für ein Engagement beim uruguayischen Meister Nacional Montevideo. Dort absolvierte er jedoch nur ein Spiel in der ersten Liga innerhalb eines halben Jahres. Daher verließ Curbelo den Verein und wechselte im Januar 2006 zum Ligakonkurrenten Danubio FC, wo er jedoch auch nicht zu wesentlich mehr Einsätzen kam. Nach einem Jahr entschied er sich folglich für einen Wechsel zu River Plate Montevideo. Dort wurde Curbelo wieder auf Anhieb Stammspieler. Im August 2008 wechselte er wieder ins Ausland, nachdem er zuvor noch eine Begegnung für River Plate Montevideo in der Apertura 2008 absolviert hatte. Diesmal entschied er sich für ein Angebot des mexikanischen Erstligisten Indios de Ciudad Juárez. Am Ende der Saison 2009/10 stieg der Verein in die zweite Liga ab. Nach dem verpassten Wiederaufstieg in der Saison 2010/11 entschied sich Curbelo nach insgesamt 88 absolvierten Ligaspielen für die Mexikaner (fünf Tore) nach Uruguay zurückzukehren. Im August 2011 wechselte er daher zu Montevideo Wanderers. Den Klub verließ er nach Ablauf der Spielzeit 2011/12 nach 22 Saisoneinsätzen, bei denen er jeweils in der Startformation stand und in denen er zwei Tore erzielte. Mitte August 2012 unterschrieb er dann einen Vertrag bei seinem ehemaligen Klub Nacional Montevideo. Zur Spielzeit 2013/2014 wurde er von Trainer Rodolfo Arruabarrena, unter dem er ebenso wie bei den beiden vorherigen Trainern der Bolsos nicht zum Zuge kam, ausgemustert und wechselte zum CA Cerro. Dort absolvierte er in der Saison 2013/14 23 Spiele (ein Tor) in der Primera División. In der Apertura der Spielzeit 2014/15 stand er achtmal in der Liga auf dem Platz (ein Tor). Nach der Apertura wurde Curbelo, dessen Vertrag bei Cerro noch bis Juli 2015 lief, von Vereinsseite ein Wechsel nahegelegt. Weitere Einsätze in der Clausura 2015 folgten nicht. Mitte Oktober 2015 schloss er sich dann dem Zweitligisten Boston River an, wurde in der für den Klub mit dem Aufstieg endenden Spielzeit 2015/16 zwölfmal (kein Tor) in der Liga eingesetzt.

### Nationalmannschaft
Anfang des Jahres 2003 wurde Curbelo für die uruguayische Fußballnationalmannschaft nominiert und kam am 28. März im Freundschaftsspiel gegen die japanische Fußballnationalmannschaft zu seinem ersten Einsatz für die Nationalmannschaft, als er in der 90. Minute für Sebastián Eguren eingewechselt wurde. Am 24. Juli 2003 kam er beim 3:4-Auswärtssieg abermals zu einem Kurzeinsatz ab der 90. Minute. Sein drittes und damit letztes Länderspiel absolvierte er – erneut als Einwechselspieler – am 15. August 2003 gegen die irakische Auswahl.

### Erfolge
- Liguilla Pre-Libertadores: 2003

## Privates
Juan Ramón hat einen jüngeren Bruder Jorge (* 21. Dezember 1981), der ebenfalls Fußballprofi ist. In der Saison 2004/05 spielten sie zusammen bei Standard Lüttich und in der Saison 2006/07 bei River Plate Montevideo. Zudem ist er der Halbbruder Daniel Fonsecas.